# ضفدع الشجر الأوروبي
ضفدع الشجر الأوربي اسم شائع لمجموعة من ضفادع الشجر التي تتواجد في أوروبا ويطلق هذا الاسم على خمسة سلالات هي :-
- Rainette verte (الضفادع الفرنسية)
- Laubfrosch (الضفادع الألمانية)
- Ranita de San Antonio (الضفادع الأسبانية)
- Obyknovennaya kvaksha (الضفادع الروسية)
- Brotăcel (الضفادع الرومانية)

## خصائصها
وتعتبر ضفدع الشجر الأوربي من أصغر ضفادع الشجر حيث يتراوح طول ذكورها بين (32-43 ملم)، والإناث في نطاق (40-50 ملم) في الطول, وهي نحيلة مع سيقان طويلة, ويتميز جلدها بالنعومة, غالباً تكون لون البشرة الخارجية لضفدع الشجر الأوربي خضراء أو رمادية وقد يتغير لونها تبعا لدرجة الحرارة والرطوبة. بينما تكون لون البشرة في الجانب البطني هو اللون الأبيض، ويفصل الجلد الظهري والبطني بواسطة شريط جانبي يحمل اللون البني الداكن يمتد من العيون إلى أعلى الفخذ, ويكون ضفدع الشجر الأوربي جاحظ العينين بقوة, وأطرافه الأمامية قصيرة تحتوي أربعة أصابع بينما القدمين الخلفيتين تحتوي خمسة أصابع, حلق الذكر يكون لونه بني مصفر مائل إلى اللون الذهبي وبه بعض التجاعيد بينما حلق الإناث يكون لونه أبيض مائل إلى الرمادي الفاتح.

## الانتشار الجغرافي
ينتشر هذا النوع على نطاق واسع ويمتد من شبه الجزيرة الايبيرية وفرنسا شرقا إلى غرب روسيا ومنطقة القوقاز، وجنوبا إلى منطقة البلقان وتركيا. وهو يندر وجودها في الدول الإسكندنافية (باستثناء جنوب وشرق الدنمارك وجنوب غرب السويد) ووجدت سابقا في بريطانيا لكنه يعتبر الآن منقرضة هناك.
كما أنها موجودة في ألبانيا، وأرمينيا، والنمسا، وأذربيجان، وبيلاروس، وبلجيكا، والبوسنة والهرسك، وبلغاريا، وكرواتيا، وجمهورية التشيك، والدنمارك، وفرنسا، وجورجيا، وألمانيا كذلك في اليونان، والمجر، وإيطاليا، وليختنشتاين، وفي ليتوانيا، وفي لوكسمبورغ، وفي مقدونيا، ومولدوفا، والجبل الأسود، وهولندا، وبولندا، والبرتغال، ورومانيا، وروسيا، وصربيا، وسلوفاكيا، وفي سلوفينيا، وإسبانيا، والسويد، وسويسرا، وتركيا، وأوكرانيا ولاتفيا.